# Kurt Wilde
Kurt Wilde (* 12. Juni 1909 in Eldena (Greifswald); † 28. Mai 1958 in Hamburg) war ein deutscher Psychologe und Hochschullehrer.

## Leben
Kurt Wilde war der Sohn eines Postmeisters. Seine Schullaufbahn beendete er 1928 in Greifswald mit dem Abitur und absolvierte danach an der Universität Greifswald ein Studium der Psychologie, Philosophie und Naturwissenschaften. Nach Abschluss des Studiums wurde er 1934 in Greifswald zum Dr. phil. promoviert und war von 1934 bis 1936 als wissenschaftlicher Hilfsarbeiter am psychologischen Institut der Universität Greifswald tätig. Er wechselte danach an das Kaiser-Wilhelm-Institut für Anthropologie, menschliche Erblehre und Eugenik (KWI-A), wo er bald darauf wissenschaftlicher Assistent an der erbpsychologischen Abteilung bei Kurt Gottschaldt wurde. Er habilitierte sich 1939 an der Universität Halle für Psychologie und Erbpsychologie mit der Schrift „Mess- und Auswertungsmethoden in erbpsychologischen Zwillingsuntersuchungen“ und war dort anschließend als Privatdozent.
Nach der Machtergreifung schloss er sich im Juni 1933 der SA an, wo er den Rang eines Scharführers erreichte. Mai 1937 trat er der NSDAP bei (Mitgliedsnummer 5.387.460). Des Weiteren gehörte er der NSV und dem NS-Dozentenbund (NSDDB) an. Beim NSDDB übernahm Wilde in Halle leitende Funktionen, so wurde er kommissarisch Dozentenführer der Universität Halle und 1941 Stellvertreter des Gaudozentenbundführers Wilhelm Wagner.
Nach Beginn des Zweiten Weltkrieges wurde Wilde aufgrund eines Forschungsauftrages für die Inspektion der Nachrichtentruppen nicht zur Wehrmacht eingezogen. Im Frühjahr 1942 wurde er zunächst kommissarisch und ab Januar 1943 als außerordentlicher Professor offiziell Nachfolger des Hochschullehrers Gustav Johannes von Allesch auf dem Lehrstuhl für Psychologie der Universität Halle; er wurde auch Direktor des Psychologischen Instituts der Universität Halle. Noch im selben Jahr leistete er als Unteroffizier Kriegsdienst beim Heer  der Wehrmacht, schied jedoch 1944 krankheitsbedingt aus der Truppe aus. Er nahm danach seine Professur an der Universität Halle nicht mehr auf.
Nach Kriegsende wurde er als außerplanmäßiger Professor an der Universität Göttingen wieder in den Hochschuldienst übernommen und wurde dort 1953 auf den Lehrstuhl für Psychologie berufen: zeitgleich wurde er Leiter des dortigen Psychologischen Instituts. Der Wilde-Intelligenztest (WIT), ein nach ihm benanntes Intelligenzprüfverfahren, wurde 1963 durch den Psychologen Adolf Otto Jäger publik.

## Schriften (Auswahl)
- Zur Phänomenologie des Wärmeschmerzes (Dissertation, Universität Greifswald)
- Mess- und Auswertungsmethoden in erbpsychologischen Zwillingsuntersuchungen, Archiv für die gesamte Psychologie 109, 1941, S. 1–81 (zugleich Habilitationsschrift 1939, Universität Halle)
- Erbpsychologische Untersuchungen über die Übungsfähigkeit, Archiv für die gesamte Psychologie 109, S. 82–119, 1941
- Der Hund als Bewegungstier, Archiv für die gesamte Psychologie 112, 1944